# Сиратака
Сиратака (яп. 白鷹町 Сиратака-мати) — посёлок в Японии, находящийся в уезде Нисиокитама префектуры Ямагата. Площадь посёлка составляет 157,74 км², население — 14 408 человек (1 августа 2014), плотность населения — 91,34 чел./км².

## Географическое положение
Посёлок расположен на острове Хонсю в префектуре Ямагата региона Тохоку. С ним граничат города Нагаи, Нанъё и посёлки Яманобе, Асахи.

## Население
Население посёлка составляет 14 408 человек (1 августа 2014), а плотность — 91,34 чел./км². Изменение численности населения с 1980 по 2005 годы:
| 1980 | 18 821 чел. |  |
| 1985 | 18 526 чел. |  |
| 1990 | 18 112 чел. |  |
| 1995 | 17 706 чел. |  |
| 2000 | 17 149 чел. |  |
| 2005 | 16 331 чел. |  |

## Символика
Деревом посёлка считается Prunus pendula, цветком — магнолия Кобуси, птицей — ястреб.